# Virtus Entella 2024-2025
Questa voce raccoglie le informazioni riguardanti la Virtus Entella  nelle competizioni ufficiali della stagione 2024-2025.

## Stagione
La stagione 2024-2025 è trionfale, con la squadra in lotta per il vertice dalle prime giornate e protagonista di un lungo testa a testa con la Ternana. La squadra allenata da Fabio Gallo si dimostra più continua dei principali rivali, con 32 risultati utili consecutivi e una sola sconfitta, e vince infine il girone B della Serie C, ottenendo così la promozione in Serie B ancor prima di disputare la terzultima giornata complice la sconfitta della Ternana, e tornando in cadetteria dopo 4 anni di assenza. Tra i record della squadra di Gallo vi sono il miglior rendimento casalingo e in trasferta (44 e 39 punti), il maggior numero di vittorie (23), il secondo miglior attacco e la seconda miglior difesa, 83 punti (record assoluto per i chiavaresi) oltre alla striscia di risultati utili consecutivi (32). Il 17 maggio, dopo il pareggio interno con l'Avellino (1-1), battendo il Padova (0-1) vince anche la Supercoppa Serie C 2025 chiudendo la stagione da imbattuta fuori casa.

## Divise e sponsor
Lo sponsor tecnico per la stagione 2024-2025 è Adidas, main sponsor presente sulle divise da gioco è Duferco Energia.
|  | Casa | Trasferta | Terza divisa |

## Rosa
Aggiornata al 2 febbraio 2025.
| N. |                     | Ruolo | Calciatore           |
| -- | ------------------- | ----- | -------------------- |
| 1  | Italia (bandiera)   | P     | Andrea Paroni        |
| 2  | Italia (bandiera)   | D     | Alessandro Garattoni |
| 5  | Moldavia (bandiera) | D     | Andrei Motoc         |
| 6  | Italia (bandiera)   | D     | Andrea Tiritiello    |
| 8  | Svezia (bandiera)   | C     | Nermin Karić         |
| 9  | Italia (bandiera)   | A     | Davide Castelli      |
| 10 | Italia (bandiera)   | A     | Matteo Casarotto     |
| 11 | Senegal (bandiera)  | A     | Maguette Fall        |
| 14 | Italia (bandiera)   | C     | Andrea Corbari       |
| 15 | Italia (bandiera)   | D     | Ivan Marconi         |
| 21 | Italia (bandiera)   | C     | Iacopo Lipani        |
| 22 | Italia (bandiera)   | P     | Federico Del Frate   |
| 23 | Italia (bandiera)   | D     | Luca Parodi          |

| N. |                     | Ruolo | Calciatore        |
| -- | ------------------- | ----- | ----------------- |
| 24 | Italia (bandiera)   | C     | Andrea Franzoni   |
| 26 | Italia (bandiera)   | D     | Stefano Di Mario  |
| 27 | Italia (bandiera)   | D     | Antonio Boccadamo |
| 36 | Senegal (bandiera)  | A     | Alioune Thioune   |
| 40 | Italia (bandiera)   | C     | Gabriele Costa    |
| 43 | Albania (bandiera)  | D     | Angelo Ndrecka    |
| 47 | Italia (bandiera)   | C     | Giovanni Di Noia  |
| 70 | Italia (bandiera)   | A     | Davide Bariti     |
| 77 | Spagna (bandiera)   | A     | Bernat Guiu       |
| 90 | Italia (bandiera)   | D     | Denis Portanova   |
| 92 | Italia (bandiera)   | P     | Filippo Vandelli  |
| 99 | Lituania (bandiera) | P     | Ovidijus Siaulys  |

## Risultati

### Serie C

#### Girone d'andata
| Arbitro: | Gianquinto (Parma) |

|             |           |  |
| Corbari 54’ | Marcatori |  |

| Arbitro: | Ramondino (Palermo) |

|            |           |                       |
| Ubaldi 14’ | Marcatori | 36’ Castelli 49’ Guiu |

| Arbitro: | Luongo (Napoli) |

|                     |           |           |
| Bariti 59’ Guiu 61’ | Marcatori | 65’ Bando |

| Arbitro: | Colaninno (Nola) |

|              |           |               |
| Castelli 34’ | Marcatori | 12’ Saporetti |

| Arbitro: | Pezzopane (L'Aquila) |

|                  |           |              |
| Mastropietro 32’ | Marcatori | 49’ Franzoni |

| Arbitro: | Madonia (Palermo) |

|  |           |              |
|  | Marcatori | 57’ Valzania |

| Arbitro: | Gauzolino (Torino) |

|  |           |                              |
|  | Marcatori | 45+1’ Tritiello 74’ Franzoni |

| Arbitro: | Di Loreto (Terni) |

|                                       |           |                         |
| Castelli 27’ Di Mario 51’ Corbari 59’ | Marcatori | 87’ (rig.) Svidercoschi |

| Arbitro: | Sfira (Pordenone) |

|  |           |              |
|  | Marcatori | 33’ Di Mario |

| Arbitro: | Ubaldi (Roma 1) |

|             |           |             |
| Marconi 35’ | Marcatori | 21’ Coppola |

| Arbitro: | Grasso (Ariano Irpino) |

|            |           |              |
| Corona 60’ | Marcatori | 20’ Di Mario |

| Chiavari 30 ottobre 2024, ore 20:45 CET 12ª giornata | Virtus Entella | 0 – 0 referto | Lucchese | Stadio comunale (1 150 spett.)\| Arbitro: \| Vingo (Pisa) \| |
| Arbitro:                                             | Vingo (Pisa)   |               |          |                                                              |

| Sestri Levante 3 novembre 2024, ore 19:45 CET 13ª giornata | Sestri Levante     | 0 – 0 referto | Virtus Entella | Stadio Giuseppe Sivori (1 614 spett.)\| Arbitro: \| Calzavara (Varese) \| |
| Arbitro:                                                   | Calzavara (Varese) |               |                |                                                                           |

| Arbitro: | Tona Mbei (Cuneo) |

|               |           |                |
| Guiu 11’, 79’ | Marcatori | 51’ Corsinelli |

| Arbitro: | Allegretta (Molfetta) |

|  |           |             |
|  | Marcatori | 88’ Santini |

| Arbitro: | Di Reda (Molfetta) |

|                                             |           |  |
| Di Noia 34’ Franzoni 78’ Santini 88’ (rig.) | Marcatori |  |

| Arbitro: | Pezzopane (L'Aquila) |

|              |           |              |
| Guccione 34’ | Marcatori | 70’ Franzoni |

| Arbitro: | Iacobellis (Pisa) |

|                                                                  |           |              |
| Hadžiosmanović 16’ (aut.) Bariti 29’ Di Noia 71’ Casarotto 90+4’ | Marcatori | 10’ Schirone |

| Arbitro: | Mirabella (Napoli) |

|          |           |          |
| Aloi 86’ | Marcatori | 32’ Guiu |

#### Girone di ritorno
| Arbitro: | Di Cicco (Lanciano) |

|            |           |                              |
| Zeroli 70’ | Marcatori | 52’ (aut.) Zukić 75’ Corbari |

| Arbitro: | Mucera (Palermo) |

|                        |           |             |
| Franzoni 3’ Bariti 74’ | Marcatori | 27’ Piccoli |

| Arbitro: | Gavini (Aprilia) |

|  |           |            |
|  | Marcatori | 32’ Bariti |

| Arbitro: | De Angeli (Milano) |

|  |           |                                      |
|  | Marcatori | 45’ Corbari 49’ Guiu 90+4’ Casarotto |

| Arbitro: | Gauzolino (Torino) |

|                       |           |  |
| Di Mario 23’ Fall 74’ | Marcatori |  |

| Arbitro: | Allegretta (Molfetta) |

|             |           |                    |
| Dagasso 40’ | Marcatori | 6’ (rig.) Franzoni |

| Arbitro: | Zago (Conegliano) |

|                          |           |                |
| Casarotto 5’ Castelli 8’ | Marcatori | 90+1’ Parigini |

| Arbitro: | Ancora (Roma 1) |

|          |           |              |
| Noce 84’ | Marcatori | 80’ Franzoni |

| Arbitro: | Sacchi (Macerata) |

|                  |           |  |
| Tiritiello 90+2’ | Marcatori |  |

| Arbitro: | Gianquinto (Parma) |

|  |           |                       |
|  | Marcatori | 45+4’ (rig.) Castelli |

| Arbitro: | Vogliacco (Bari) |

|                                            |           |            |
| Portanova 8’ Franzoni 14’ (rig.) Karić 27’ | Marcatori | 87’ Lipari |

| Arbitro: | Renzi (Pesaro) |

|                          |           |                             |
| Ballarini 18’ Fedato 79’ | Marcatori | 56’ Boccadamo 90+3’ Marconi |

| Arbitro: | Drigo (Portogruaro) |

|                                                    |           |  |
| Castelli 47’ Casarotto 55’ Di Mario 90’ Guiu 90+2’ | Marcatori |  |

| Arbitro: | Ursini (Pescara) |

|  |           |                              |
|  | Marcatori | 12’ (aut.) Rosaia 45’ Bariti |

| Arbitro: | Ubaldi (Roma 1) |

|                |           |             |
| Tiritiello 42’ | Marcatori | 28’ Mastinu |

| Arbitro: | Restaldo (Ivrea) |

|  |           |                         |
|  | Marcatori | 18’ Di Noia 27’ Corbari |

| Arbitro: | Leone (Barletta) |

|                          |           |              |
| Di Noia 22’ Franzoni 61’ | Marcatori | 90’ Chierico |

| Arbitro: | Pizzi (Bergamo) |

|                          |           |                            |
| Tunjov 45+1’ Fabrizi 82’ | Marcatori | 53’ Tiritiello 76’ G.Costa |

| Chiavari 27 aprile 2025, ore 16:30 CEST 38ª giornata | Virtus Entella    | 0 – 0 referto | Ternana | Stadio comunale (2 439 spett.)\| Arbitro: \| Striamo (Salerno) \| |
| Arbitro:                                             | Striamo (Salerno) |               |         |                                                                   |

### Coppa Italia Serie C

#### Turni eliminatori
| Arbitro: | Picardi (Viareggio) |

|                                    |           |  |
| Chierichetti 29’ (aut.) Bariti 62’ | Marcatori |  |

| Arbitro: | Andreano (Prato) |

|              |           |  |
| Trombetta 6’ | Marcatori |  |

### Supercoppa Serie C
| Arbitro: | Silvestri (Roma 1) |

|             |           |             |
| Di Noia 18’ | Marcatori | 41’ Lescano |

| Arbitro: | Ursini (Pescara) |

|  |           |              |
|  | Marcatori | 85’ Franzoni |

### Statistiche di squadra
Statistiche aggiornate al 3 maggio 2025
| Competizione         | Punti | In casa | In casa | In casa | In casa | In casa | In casa | In trasferta | In trasferta | In trasferta | In trasferta | In trasferta | In trasferta | Totale | Totale | Totale | Totale | Totale | Totale | D.R. |
| Competizione         | Punti | G       | V       | N       | P       | Gf      | Gs      | G            | V            | N            | P            | Gf           | Gs           | G      | V      | N      | P      | Gf     | Gs     | D.R. |
| -------------------- | ----- | ------- | ------- | ------- | ------- | ------- | ------- | ------------ | ------------ | ------------ | ------------ | ------------ | ------------ | ------ | ------ | ------ | ------ | ------ | ------ | ---- |
| Serie C              | 83    | 19      | 13      | 5       | 1       | 34      | 12      | 19           | 10           | 9            | 0            | 27           | 12           | 38     | 23     | 14     | 1      | 61     | 24     | +37  |
| Coppa Italia Serie C | -     | 1       | 1       | 0       | 0       | 2       | 0       | 1            | 0            | 0            | 1            | 0            | 1            | 2      | 1      | 0      | 1      | 2      | 1      | +1   |
| Supercoppa Serie C   | 4     | 1       | 0       | 1       | 0       | 1       | 1       | 1            | 1            | 0            | 0            | 1            | 0            | 2      | 1      | 1      | 0      | 2      | 1      | +1   |
| Totale               | 87    | 21      | 14      | 6       | 1       | 37      | 13      | 21           | 11           | 9            | 1            | 28           | 13           | 42     | 25     | 15     | 2      | 65     | 26     | +39  |

### Andamento in campionato
| Giornata  | 1 | 2 | 3 | 4 | 5 | 6 | 7 | 8 | 9 | 10 | 11 | 12 | 13 | 14 | 15 | 16 | 17 | 18 | 19 | 20 | 21 | 22 | 23 | 24 | 25 | 26 | 27 | 28 | 29 | 30 | 31 | 32 | 33 | 34 | 35 | 36 | 37 | 38 |
| --------- | - | - | - | - | - | - | - | - | - | -- | -- | -- | -- | -- | -- | -- | -- | -- | -- | -- | -- | -- | -- | -- | -- | -- | -- | -- | -- | -- | -- | -- | -- | -- | -- | -- | -- | -- |
| Luogo     | C | T | C | C | T | C | T | C | T | C  | T  | C  | T  | C  | T  | C  | T  | C  | T  | T  | C  | T  | T  | C  | T  | C  | T  | C  | T  | C  | T  | C  | T  | C  | T  | C  | T  | C  |
| Risultato | V | V | V | N | N | P | V | V | V | N  | N  | N  | N  | V  | V  | V  | N  | V  | N  | V  | V  | V  | V  | V  | N  | V  | N  | V  | V  | V  | N  | V  | V  | N  | V  | V  | N  | N  |
| Posizione | 6 | 1 | 1 | 2 | 2 | 5 | 4 | 3 | 3 | 3  | 3  | 4  | 4  | 4  | 3  | 3  | 3  | 3  | 3  | 2  | 1  | 1  | 1  | 1  | 1  | 1  | 1  | 1  | 1  | 1  | 1  | 1  | 1  | 1  | 1  | 1  | 1  | 1  |

Legenda:

Luogo: C = Casa; T = Trasferta. Risultato: V = Vittoria; N = Pareggio; P = Sconfitta.